# Čerjenci
Čerjenci (en serbe cyrillique : Черјенци) est un village du nord du Monténégro, dans la municipalité de Pljevlja.

## Démographie

### Évolution historique de la population
| 1948 | 1953 | 1961 | 1971 | 1981 | 1991 | 2003 |
| ---- | ---- | ---- | ---- | ---- | ---- | ---- |
| 146  | 182  | 155  | 128  | 64   | 44   | 9    |